# Corey Haim
Corey Haim (Toronto, 23. prosinca 1971. – Hollywood, 10. ožujka 2010.), kanadski filmski i televizijski glumac. Najpoznatiji je po filmovima "Murphy's Romance", "Izgubljeni dječaci", "License to Drive" i "Dream a Little Dream".